# ALP-46
A ALP-46 é uma locomotiva elétrica construída na Alemanha pela Bombardier entre 2001 e 2002 para uso nos Estados Unidos. Ela foi derivada do modelo Classe DB 101. A New Jersey Transit (NJT) é a única ferrovia a operar este modelo. Seu uso principal é no trecho da NJT System a partir da estação Pennsylvania Station.